# Sukhmalpur Nizamabad
Sukhmalpur Nizamabad é uma vila no distrito de Firozabad, no estado indiano de Uttar Pradesh.

## Demografia
Segundo o censo de 2001, Sukhmalpur Nizamabad tinha uma população de 35,327 habitantes. Os indivíduos do sexo masculino constituem 54% da população e os do sexo feminino 46%. Sukhmalpur Nizamabad tem uma taxa de literacia de 57%, inferior à média nacional de 59.5%: a literacia no sexo masculino é de 65% e no sexo feminino é de 46%. Em Sukhmalpur Nizamabad, 20% da população está abaixo dos 6 anos de idade.